# Les Informaticiens (bande dessinée)
Les Informaticiens est une série de bande dessinée humoristique scénarisée par Brrémaud et Mathieu Reynès, dessinée par Arnaud Toulon, et colorisée par Alexandre Amouriq. Le premier tome, Droit au bug, paraît en 2006 aux éditions Bambou.

## Les personnages
- Monsieur Bousier : le patron de l'entreprise qui passe son temps à récompenser l'employé du mois.
- Phil : l'employé un peu balourd qui tape sans arrêt sur son ordinateur croyant qu'il va mieux fonctionner après.
- Michaël : l'informaticien un peu zélé qui cherche toujours le dernier logiciel et bricole ses ordinateurs.
- Jean-Pierre : l'employé du mois et le fayot de l'entreprise.
- Mireille : la bimbo de l'entreprise.
- Kévin : le stagiaire.

## Albums
- Tome 1 : Droit au Bug (15 novembre 2006)
- Tome 2 : Au boulot et que ça saute ! (28 mai 2008)
- Tome 3 : Mise à jour ! (15 octobre 2008)
- Tome 4 : To boot or not to boot (25 novembre 2009)